# ビー (ネブラスカ州)
ビー（英: Bee）は、アメリカ合衆国ネブラスカ州のスワード郡にある村。州都リンカーンの都市圏に含まれる。人口は223人（2000年）。

## 地理
ビーの座標は、西経97度3分29秒、北緯41度0分21秒である。
国勢調査では、総面積は0.2平方マイル（0.6km²）である。
2004年には、「AからBへの自転車旅行」の最終目的地に指定された（出発地点の『Å（オー）』は、ノルウェーにある村である）。

## 人口
2000年の国勢調査によれば、人口は223人、世帯数は84、家族数は60で、人口密度は1平方マイルあたり899.2人（1平方キロメートルあたり344.4人）である。また総家屋数は89戸で、1平方マイルあたりでは358.9戸（1平方キロメートルあたり137.5戸）になる。人種構成は99.1%が白人で、残りの0.9%は二人種またはそれ以上の混血である。
84世帯のうち、18歳以下の子供がいる家庭は33.3%、夫婦が同居しているものは60.7%、夫のいない女性が世帯主であるものは6.0%、女性が一人もいない家庭は27.4%、一人暮らしが22.6%、65歳以上の老人が一人暮らしをしているものは13.1%である。1世帯の平均構成人員は2.65人で、1家族では3.13人である。
また総人口のうち18歳以下の者は28.3%、18歳以上24歳以下の者は5.4%、25歳以上44歳以下の者は33.2%、45歳以上64歳以下の者は18.8%、65歳以上の者は14.3%で、平均年齢は35歳である。女性100人に対して男性は110.4人で、18歳以上に限れば女性100人に対して男性は119.2人である。
1世帯あたりの平均収入は年4万2917ドルで、1家庭あたりでは4万4583ドルである。また男性の平均年収が2万6500ドルであるのに対し、女性は1万8750ドルである。国の収入を人口で割った一人当たり総生産（Per capita income）は、1万8388ドルである。女性のうち7.3%、総人口のうち6.6%は貧困層で、そのうち14.7%は18歳以下または65歳以上の者である。